# ニコライ・ヴァリス
ニコライ・フリモット・ヴァリス（Nicolai Frimodt Vallys、1996年9月4日 - ）は、デンマーク・コペンハーゲン出身のサッカー選手。ブレンビーIF所属。ポジションはFW、MF。

## クラブ経歴
アマチュアクラブであるBKスキョルドでキャリアをスタートさせ、スコウスホーズIFやFCロスキレでプロサッカー選手としての経験を積んだ。
2019年7月1日、デンマーク・スーペルリーガに所属していたシルケボーIFへ移籍し、2年契約を結んだ。
2022年8月31日、2026年までの4年契約でブレンビーIFに加入した。ブレンビーでは攻撃的MFとしてレギュラーに定着し、2023年12月には2023年度のブレンビーにおける年間最優秀選手に選ばれた。

## 代表経歴
2023年9月7日、UEFA EURO 2024予選のサンマリノ代表戦にて、72分にイェスパー・リンドストロムとの途中交代でデンマーク代表デビューを果たした。